# Melodorum parviflorum
Melodorum parviflorum är en kirimojaväxtart som beskrevs av Rudolph Herman Scheffer. Melodorum parviflorum ingår i släktet Melodorum och familjen kirimojaväxter. Utöver nominatformen finns också underarten M. p. angustifolium.